# The New Spirit
The New Spirit är en amerikansk animerad kortfilm med Kalle Anka från 1942.

## Handling
Filmen är uppbyggd som en dokumentär och handlar om Kalle Anka som lyssnar på radion och får höra att hela landet förbereder sig för krig, och att han kan göra landet en tjänst, genom att betala skatt och att fylla i diverse formulär. Den saken behöver dock Kalle inte göra själv, då hans skrivbordspenna kommit till liv och utfört arbetet åt honom. Lite senare förklarar en berättare för publiken att skattepengarna går till att göra vapen och krigsmaskiner.

## Om filmen
Filmen producerades under mycket kort tid, bland annat skrevs manuset på två dagar.
Filmen nominerades till en Oscar för bästa dokumentär vid Oscarsgalan 1943, men förlorade.

## Rollista
- Clarence Nash – Kalle Anka[5]
- Fred Shields – radioröst[5]
- Cliff Edwards – sångröst[6]